# 郷治友孝
郷治 友孝（ごうじ ともたか）は、日本のベンチャーキャピタリスト。東京大学エッジキャピタルパートナーズ(通称UTEC。株式会社東京大学エッジキャピタルはその前身)共同創業者・代表取締役社長。「投資事業有限責任組合契約に関する法律（投資事業有限責任組合法、ファンド法）」起草者。日本スタンフォード協会理事。日本ベンチャーキャピタル協会（JVCA）代表理事（会長）。

## 人物
技術はあるが売上のない創業初期から資金を投じ、経営に関与しながらリスクをコントロールする投資スタイルで知られる。

## 経歴
愛知県瀬戸市出身。東海中学、東海高校卒。1996年、東京大学法学部卒業。学部時代は運動会水泳部に所属し、法学部緑会委員長も務める。卒業と同年、通商産業省(現・経済産業省)に入省。同省在職中に、ベンチャーキャピタルを含むプライベートエクイティファンドの根拠法となった「投資事業有限責任組合契約に関する法律（投資事業有限責任組合法、ファンド法）」(平成10年法律第90号)を起草、1998年施行。それに先立つ1997年、日本合同ファイナンス株式会社(現株式会社ジャフコ)に出向しベンチャーキャピタル業務を学ぶ。投資事業有限責任組合法の策定に当たっては、日本にはせっかく良い技術がありお金もあるのに、そうした技術に立脚したベンチャー企業に早い段階から資金がスムーズに供給される仕組みが弱い、との問題意識から、資金が国全体で流れやすくなるよう、通産省だけでなく大蔵省、国税庁、法務省、公正取引委員会といった各省庁の所管する法制度を横断する法律を作ることにこだわった、という。このほか通産省においては、日本版SBIR制度の根幹となった『新事業創出促進法』を起草、1999年7月施行。その後文化庁出向中に『著作権等管理事業法』を起草、2001年10月施行。
2001年より米国スタンフォード大学経営大学院に留学し、2003年経営学修士(MBA)を取得。起業意欲が高い研究者や学生の周囲にベンチャーキャピタルが集まり、新ビジネスが続々と生まれるシリコンバレーの空気に触れた。
経済産業省帰任後、2003年金融庁に出向し『信託業法』(知的財産権信託の部分）を起草。同年12月、経済産業省に辞表を提出し、東京大学エッジキャピタル(UTEC)の創業準備に加わり、2004年4月同社設立に際して退官。日本では、投資事業有限責任組合法が施行されて多くのファンドができたが、ベンチャーキャピタルが創業期からベンチャーを支援しようという気概を感じていなかったので、大学の技術に立脚するベンチャーへの投資をするベンチャーキャピタルを最初から自分でやろうと考えたという。 2014年10月より日本ベンチャーキャピタル協会（JVCA）理事、2015年7月より常務理事・政策部会長となり、その後2022年7月より副会長となる。2014年には金融庁が公表した金融商品取引法の規制強化案（「プロ向けファンド」の販売制限案）に対して、日本の成長戦略の成功に大きく関わる独立系ベンチャーキャピタルファンドの発展を著しく阻害しかねないとの懸念から、磯崎哲也氏ほか独立系ベンチャーキャピタリストらとともに見直しを要請した。
2016年9月より、UTECの代表を続けながら東京大学大学院工学系研究科(技術経営戦略学専攻)博士課程に入学。データサイエンスを研究し、2020年に大学関連スタートアップの成功とその要因の推測・分析で博士（工学）号を取得。博士論文では、バイオ医薬分野における大学研究者を客観的に評価するための実用的な手法を提案。大学発スタートアップでは参加する研究者の論文や特許の重要性が高いほど、IPOまたはM&AでEXITする成功可能性が高い事を明らかにした。
2023年7月より日本ベンチャーキャピタル協会代表理事（会長）に就任。「2027年までに上場・非上場の（国内）スタートアップの株式評価額を合計100兆円規模とすることを目指す」と表明した。投資資金の供給を促し、現状の20兆円程度から約5倍に引き上げる目標を掲げた。

## UTECでの活動
2004年、「優れたサイエンスとテクノロジー」、「強力なチーム」、「グローバルな市場や課題」を3つの投資戦略として、日本はもちろん世界で最も先進的なベンチャーキャピタルファームの一つとなることを目指し、UTEC1号投資事業有限責任組合（83億円規模）を設立。東京大学の研究成果を活用するベンチャーへの投資を開始する。当時は国立大学からの株式会社への出資が認められていなかった中で、株主となるための中間法人東京大学産学連携支援基金（2008年より一般社団法人）が設立されその100%出資によってUTECが設立された。
ディープテックスタートアップへ投資するベンチャーキャピタルの重要な戦略は、シード・アーリー段階からのハンズオン支援を行うことにより、経営陣をはじめとするチームビルディング、事業計画、知的財産の整備、ガバナンスにおいて積極的に投資先と関わることだとし、この考えがUTECファンドの基礎となっていると語る。UTEC1号からは、現在東証一部に上場しているペプチドリーム（株）などを輩出している。
リーマン・ショック直後の2009年には、UTEC2号投資事業有限責任組合（71.5億円規模）を設立。2013年には、UTEC3号投資事業有限責任組合（145億円規模）を設立。 2号ファンドでは不景気な中にもかかわらず、ディープテック分野のスタートアップに焦点をあて、1企業あたりの平均投資額を3倍にして出資。この2号ファンドからは、（株）MUJIN(2019年2月MBO)などの骨太な企業が成長している。3号ファンドでは、より多くの中期/後期段階にまで拡大した。この際に投資した（株）自律制御システム研究所/ACSLは、株式上場を果たした世界初のドローンのスタートアップとなっている。
2018年には、優れたScience/Technologyでグローバルな市場や課題に応える企業への投資を目的として、UTEC4号投資事業有限責任組合（243億円規模）を設立する。国内の優れた科学技術をベースにしたスタートアップへの創業期からの投資に加えて、インドのBugWorks Research社、Tricog Health社などに出資。UTEC1～4号までの総資金規模は543億円にものぼる。2015年に国立大学による株式の保有が可能になる中で、UTECファンドの運営会社の株主の意義に関する議論を経て、2018年からは東京大学の承認に基づき、ファンド運営者から成る組合(パートナーシップ)により設立された東京大学エッジキャピタルパートナーズが中心となってUTEC3号と4号のファンド運営を担う体制となっている。2019年4月には、UTEC1号から4号までの各投資事業有限責任組合(ファンド)の組合員集会及びUTEC15周年記念式典を開催。UTECとスタートアップ経営、グローバル産学協創、アカデミアについてパネルディスカッションが行われた。
2019年4月までの投資先は、ファンド・オブ・ファンドも含め国内外で、ヘルスケア、ライフサイエンス、製造、IOT、ロボット工学、フィンテック、AI等多岐にわたり、101件。
この15年間で、全国の大学・研究機関の成果や海外の研究成果をもとにするスタートアップも投資対象とするようになり、そうした投資先ベンチャーと、東大や日本の研究機関が研究開発を行う事例も出てきている。3号ファンドまでで言えば、ファンドのサイズは徐々に大きくなってきているが、リターンもますます大きくなってきているという。
グローバルに適用可能なディープサイエンス、ディープテックを活用して、日本における人口減少、労働力減少、医療費の拡大、農村地域でのモビリティソリューションの欠如などの社会課題を解決し低減することで、世界人類の問題に対処する成長市場を創出できると語る。
2019年には、インド有数のテクノロジーベンチャーキャピタルであるBlume Venturesが運営するファンドに対して、日本最大の出資者として出資。UTECとBlumeが共同でディープテック分野のスタートアップ投資を行うことを通じて、世界中で人類が直面している問題を解決し、世界中の人々の心を結び付けることに貢献することを目指す”BUDHA（Blume UTEC Deep tecH Accelerator）”イニシアチブを開始。同年には、グローバルAIカンファレンス「アイサム（AI/SUM）」にて、UTEC投資先の（株）MUJIN、ソシウム（株）が「日経賞」受賞。
2020年2月には、大学の研究者が基礎研究に専念し論文執筆に取り組めるようにするため東京大学基金へ寄附し、「UTEC東京大学未来社会共創基金」を設立。この基金では、若手研究者向けの助成プログラム「UTEC-UTokyo FSI Research Grant Program」を新たに創設。同年2月から公募を行った。プログラムの特徴は、①研究に専念できるよう、助成金受領後の報告書の作成は不要とする、②求める成果を、優れた学術誌への論文投稿とする、③基礎研究を重視し、短期的な実用化や商用化の可能性は求めない――の3点となっている。短期的なEXITを求めがちなベンチャーキャピタルが資金を出しそうにない事業であるばかりか、最近の国内大学でも聞かなくなったプログラムとなっている。
2021年5月には、「グローバルな市場や人類的な課題に挑戦するスタートアップを創る」というUTECの投資戦略に基づき、更なる革新的でスケールの大きなスタートアップの創出を目的として、UTEC5号投資事業有限責任組合を設立する。この5号ファンドは総額300億円超となり、サイエンスおよびテクノロジー領域において国内最大規模のファンドとなる。なお、UTEC 1号から5号ファンドまでの累計コミットメント額は約850億円にのぼる。また、これまで以上にダイナミックな事業を効率的に生み出し、より早くから事業の成功を後押しする目的で、より迅速な支援をシードステージのスタートアップに実施する「UTEC Founders Program」を開設。

## その他の海外活動
2013年G8イノベーション会合日本代表として英国・ロンドンにて講演。2018年2月、日本国総理大臣官邸の後援によりスイス・ダボス会議付設会場にて講演。2018年10月、国際連合UNCTAD世界投資会議の招待によりスイス・ジュネーブの国際連合欧州本部にて講演。2019年2月、インドの主要な技術系ベンチャーキャピタルであるBlume Venturesの招待によりインド・ムンバイでのBlume Dayにて講演。